# Bobby Morrow
Bobby Morrow (n. 15 octombrie 1935, Harlingen⁠(d), Texas, SUA – d. 30 mai 2020, San Benito⁠(d), Texas, SUA) a fost un sprinter ce a reprezentat Statele Unite ale Americii, medaliat olimpic. A participat la o ediție a Jocurilor Olimpice (1956) în care a câștigat 3 medalii de aur.

## Palmares
| An   | Competiție        | Locație              | Loc | Eveniment | Note |
| ---- | ----------------- | -------------------- | --- | --------- | ---- |
| 1956 | Jocurile Olimpice | Melbourne, Australia | 1   | 100 m     | 10,5 |
| 1956 | Jocurile Olimpice | Melbourne, Australia | 1   | 200 m     | 20,6 |
| 1956 | Jocurile Olimpice | Melbourne, Australia | 1   | 4x100 m   | 39,5 |